# Anthophora mediozonata
Anthophora mediozonata là một loài Hymenoptera trong họ Apidae. Loài này được Laboulbene mô tả khoa học năm 1870.